# Kenneth Yannick
Pour les articles homonymes, voir Kenneth et Yannick.
Kenneth Yannick est un humoriste béninois né le 30 octobre 1995 à Cotonou, au Bénin.
Il a co-créé le Cotonou Comedy Club, la première scène dédiée au stand-up au Bénin.

## Biographie
Enfant, élevé par sa mère seule, il tente de faire oublier la vie difficile de sa famille en faisant de l'humour. En 2008, il découvre le stand-up avec le spectacle Papa est en haut de Gad Elmaleh. 
Après son baccalauréat, il entame des études de génie civil. Sa famille le force à terminer ses études et à valider son année.
En 2013, il commence à faire des vidéos d'humour sur Internet. Il réfléchit à une réorientation en médecine ou vers l'armée, puis en sport, en vue de passer un doctorat en physiologie. Il devient finalement professeur de sport, ce qui lui permet de gagner de quoi payer son loyer et aider sa famille.
En 2016, il fait son premier spectacle devant un public de 600 personnes qui ne connaît pas le stand-up.
Il co-créé le 4 août 2017 le Cotonou Comedy Club, avec Jean Morel Morufux (Morel) et Fadil Romxi. C'est la première fois qu'un spectacle intégralement dédié au stand-up est proposé au Bénin.